# Ejército de Chile
El Ejército de Chile es la rama de las Fuerzas Armadas de Chile encargada de la defensa terrestre de Chile, cuya misión es mantener la seguridad exterior, la soberanía y la integridad territorial de la República. Conforma, junto con la Armada y la Fuerza Aérea, las Fuerzas Armadas de Chile.
En los últimos años y después de varios programas de reequipamiento importantes y su  financiamiento militar (destinándose el 2,1 % del PIB a las fuerzas militares del país en el año 2012, según la CIA), el Ejército de Chile se ha convertido en uno de los ejércitos más tecnológicamente avanzados y profesionales de Latinoamérica.

## Funciones
El Ejército de Chile es una institución que forma parte de las Fuerzas Armadas conforme a lo establecido en la Constitución Política de Chile, en el Capítulo XI “Fuerzas Armadas, de Orden y Seguridad Pública” en los artículos 101 al 105. El Artículo 101 señala que “Las Fuerzas Armadas, dependientes del Ministerio encargado de la Defensa Nacional, están constituidas única y exclusivamente por el Ejército, la Armada y la Fuerza Aérea. Existen para la defensa de la Patria y son esenciales para la seguridad nacional”. Asimismo, la Carta Fundamental establece su carácter de obedientes y no deliberantes, profesionales, jerarquizadas y disciplinadas.
Actualmente debe satisfacer las exigencias que le establece el Estado de Chile, a través de las Áreas de Misión, las cuales son una nueva metodología de planificación de la defensa, que considera las distintas áreas de misión de la Defensa Nacional en que las instituciones militares cumplen tareas asignadas que pueden y deben desempeñar conforme a lo declarado en el Libro de la Defensa Nacional de Chile de 2017, estas incluyen (pero no se limitan) a:
- Defensa
- Emergencia Nacional y Protección Civil
- Cooperación Internacional
- Contribución al Desarrollo Nacional y a la Acción del Estado
- Seguridad e Intereses Territoriales

Aparte de ellas, el Ejército cumple también con muchas otras tareas de Responsabilidad Social, de Seguridad y de Ingeniería, entre otras, en apoyo a la sociedad a la que sirven (presencia Antártica y soberanía en zonas aisladas, apoyo en control de fronteras, hipoterapia, operativos sociales a personas y animales en localidades aisladas, control y seguridad en procesos eleccionarios, ciberdefensa, etc).

## Historia

### Período precolombino
Patricia Arancibia data los primeros registros de la existencia de un ejército en el territorio de Chile a la resistencia a la incursión de los incas en el último tercio del siglo XV. Primero el inca Tupac Yupanqui ocupó hasta el río Maule y luego su hijo Huayna Cápac intentó extenderse hasta el río Biobío, pero en el año 1520 debió retroceder hasta el Maule donde se consolidó la frontera, hasta la llegada de los españoles.: 17 

### Período colonial
La Colonia fue una lucha intermitente entre los conquistadores españoles y araucanos que caracterizó el quehacer del nuevo país. Esto y su posición estratégica como punto de entrada al Océano Pacífico que lo hacía potencial objetivo para las otras potencias coloniales, llevaron al Rey de España a ordenar el 21 de marzo de 1600 a asistir la defensa de la Colonia en Chile con dineros del Virreinato del Perú, con el llamado Real Situado. El 22 de enero de 1604 se creó en Concepción por orden de Felipe III de España un ejército bajo el mando de Alonso de Ribera que debía proteger las posesiones del rey.: 31 

### Independencia hispanoamericana
Debutó militarmente en el año 1811 contra el Imperio español en el Virreinato del Río de la Plata, actual Argentina, conformando la Expedición Auxiliadora Chilena para independizar a las Provincias Unidas del Río de la Plata. Al inicio del movimiento de independencia que declaró de hecho la independencia de Chile, no se modificó al ejército de la Colonia. Se debe considerar que era una tradición de los pueblos de España crear juntas de gobierno en los casos en que un rey no pudiese ejercer su autoridad. Fue sólo después del Motín de Figueroa y de la toma del poder por José Miguel Carrera que tomando como base el Ejército de la Capitanía General de Chile, se creó por orden de la Primera Junta Nacional de Gobierno de Chile, el primer Ejército Nacional el 5 de diciembre de 1810, participando de forma activa en la Guerra de Independencia, en la cual se batió frente a las tropas realistas en batallas como la de Yerbas Buenas, San Carlos, Quechereguas, Rancagua, Chacabuco y Maipú.

### Período de ensayos constitucionales
Tras las batallas de Chacabuco y Maipú que fundaron Chile independiente, el país se sumió en una fase de búsqueda de la mejor forma de gobierno, donde se pensaron e intentaron diferentes ideales: federalistas, algunos pensaron en una monarquía, otras con una constitución liberal a extremo. A pesar del desgaste que eso significó, el país fue capaz de organizar, financiar y reclutar la Primera Escuadra Nacional, la Expedición Libertadora del Perú, sojuzgar a los realistas en el sur de Chile y expulsar a los últimos reductos españoles en la Toma de Valdivia y la Conquista de Chiloé.

### República Conservadora

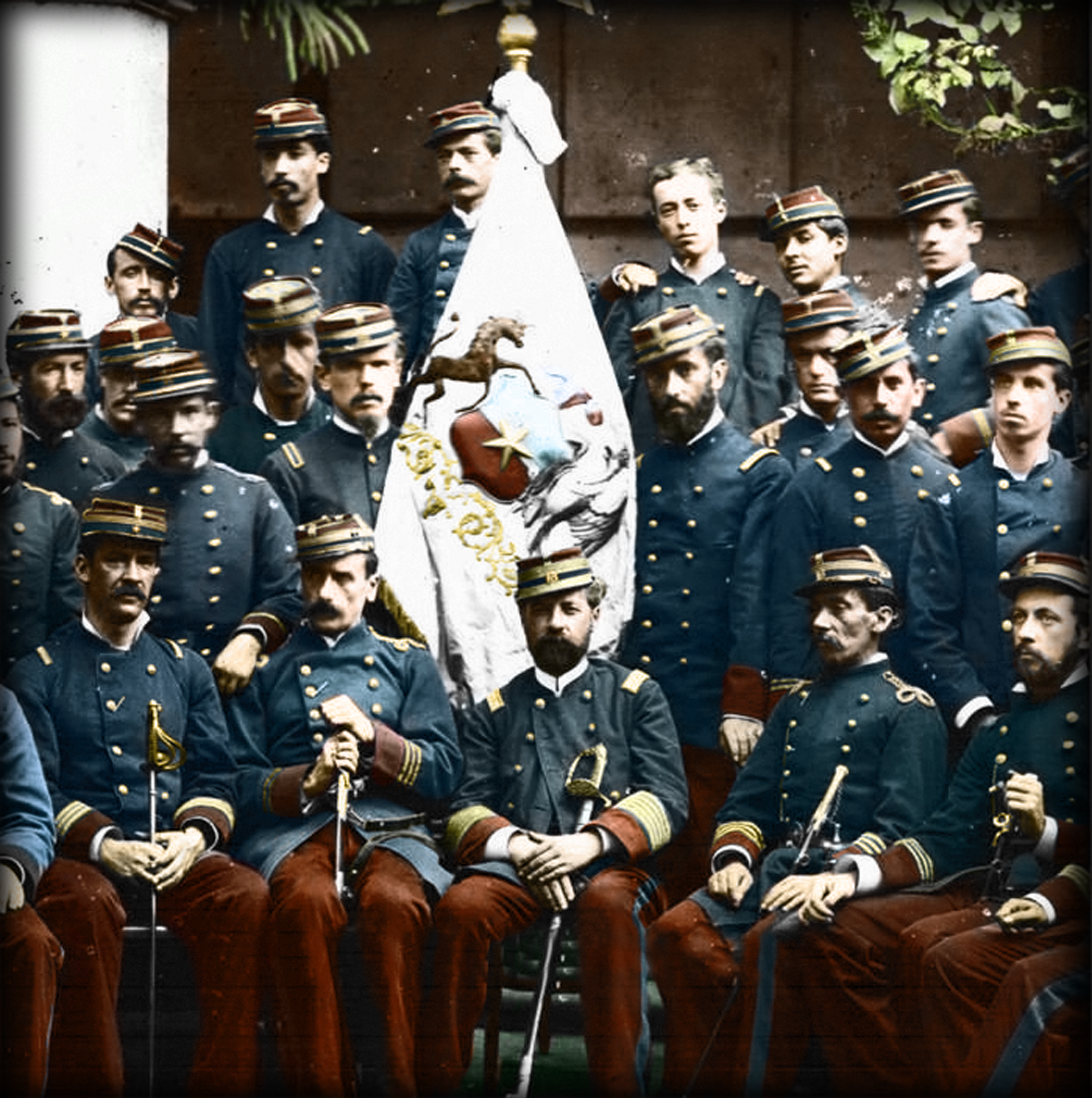
Oficiales chilenos del Batallón Movilizado “Victoria” durante la Guerra del Pacífico.

El triunfo de los pelucones (conservadores) en la Batalla de Lircay dio comienzo a la República Conservadora que traería al Ejército profundos cambios, acordes con el progreso de la sociedad, de la economía y de la técnica. Uno de los primeros objetivos de Diego Portales, el precursor de un estado fuerte, fue acabar con el protagonismo de los caudillos militares del Ejército que con regularidad se rebelaban por razones políticas o pecunarias. Para impedirlo, Portales expulsó del Ejército a los oficiales liberales, disminuyó la planta y reorganizó la Guardia Nacional. Ya durante el Motín de Quillota esta institución paramilitar paralela al Ejército logró repeler la insubordinación.
Durante la República Portaliana, el Ejército combatió en la Guerra contra la Confederación Perú-Boliviana, la Revolución de 1851, la Revolución de 1859 y la Ocupación de la Araucanía. También se decretó la Ordenanza General del Ejército de Chile de 1839.
Ya sea por el prestigio militar creado por las asombrosas victorias en las Guerras Napoleónicas, hasta el año 1812, o por la eficiencia demostrada por el Ejército francés durante la posterior Guerra de Crimea, el Ejército de Chile, al igual que la mayoría de los ejércitos del mundo occidental del segundo cuarto del siglo XIX, sigue la organización, tradición, usanzas y vestimentas francesas del período de Napoleón III. Nótese en la Guerra del Pacífico, la similitud de uniformes entre los ejércitos chileno, peruano y boliviano. También la similitud entre estos y los uniformes usados en la guerra civil estadounidense. La derrota francesa en la Guerra Franco-Prusiana terminará finalmente con esta influencia en el Ejército chileno.

### Guerra del Pacífico
La Guerra del Pacífico fue un acontecimiento casi fundacional y cambió la percepción del Ejército en la sociedad chilena y en el exterior. Los oficiales se dieron cuenta de que era necesaria una nueva orientación profesional que ayudase a corregir las falencias que, a pesar de la victoria, la guerra había puesto en el tapete: al comienzo del conflicto bélico debieron ser improvisados servicios de Intendencia, Sanidad, Transporte e Ingenieros. No existió en toda la guerra un servicio profesional de Veterinaria.
Con el fin de modernizar al Ejército, el gobierno de Domingo Santa María contrató a varios oficiales prusianos que debían mejorar la educación, reglamentos y trabajo de la institución. Durante este proceso de modernización se profesionalizó la formación de la oficialidad con modernización de los contenidos de enseñanza de la Escuela Militar, la creación de la Academia de Guerra (la primera de América y la cuarta academia más antigua de su género en el mundo, siendo precedida por la escuela del Reino Unido (1799), Prusia (1826) y Francia (1876). Asimismo, se creó el Instituto Geográfico Militar. También se instauró durante este período el Servicio Militar Obligatorio.
En ese período llegaron a Chile Emilio Körner y se adoptaron algunas de las tradiciones y uniformes como el Stahlhelm y Pickelhaube. La marcial apariencia obtenida con la influencia prusiana causaba impresión en el exterior y, por ejemplo, llevó al ministro plenipotenciario español en Argentina Julio de Arellano a escribir a su gobierno: ... Chile ... donde es unánime la exaltación patriótica y donde ha podido formarse un Ejército, que los oficiales alemanes proclaman comparable en su organización y cualidades al mejor de Europa.

### Guerra Civil de 1891
La Guerra Civil de 1891 provocó la división del Ejército y la creación de un nuevo ejército en Iquique cuyo mando superior quedó finalmente a cargo del Ejército tras la derrota de las tropas balmacedistas.

### SigloXX
Entre 1906 y 1913 se consolidó la labor reorganizadora, considerándose en esta todos los aspectos referidos al Ministerio de Guerra y a las diversas instancias de la Institución, como la Inspección General, el Estado Mayor General, los Servicios Logísticos y las Divisiones, Brigadas y Regimientos a lo largo del territorio nacional. Asimismo, el 7 de febrero de 1913 se crea la Escuela de Aviación Militar, la primera de América (y cuarta más antigua en el mundo).
A su vez, dentro del concierto centro y sudamericano, el prestigio del Ejército de Chile llevó a que varios países, entre ellos Ecuador, El Salvador, Venezuela y Colombia, le solicitaran misiones militares para que colaboraran en la reorganización de sus ejércitos. En las primeras décadas del siglo, se reorganizan el Instituto Geográfico Militar, la Dirección General de Maestranza y Parque de Artillería hoy RLE "Arsenales de Guerra" y FAMAE, la industria de su tipo (en funcionamiento) más antigua de América y la Academia Politécnica Militar.
En 1920 se utilizó el fantasma de una guerra, la Guerra de don Ladislao, para obtener réditos políticos, poniento a la vista el abuso de la institución para intereses particulares. Durante la década de 1920, la situación social, económica y política de la Nación se manifestó en una sucesión de crisis, que tendrían como protagonistas a oficiales del Ejército. En 1924 ocurrió el Ruido de sables (Chile) que anticipó el Golpe de Estado en Chile de 1924 y el Golpe de Estado en Chile de 1925, entregando esta última el poder a Arturo Alessandri el 20 de marzo de ese mismo año.
En 1927 se creó Carabineros de Chile en parte con fuerzas militares; en 1930 la Fuerza Aérea de Chile, unificando de esta manera las Aviaciones del Ejército y de la Armada, y se creó el cargo permanente de comandante en jefe del Ejército de Chile en 1931. Hasta entonces este cargo solo existía en caso de guerra, porque en tiempos de paz había un inspector general del Ejército, sin mando de tropas y con atribuciones solo inspectivas.
En 1932 bajo el segundo mandato de Alessandri se creó la Milicia Republicana, con el fin de impedir aventuras de caudillos militares que con mando de tropa en momentos de un vacío de poder asumieran el gobierno, como en el caso de la República Socialista de Chile. La milicia fue disuelta en 1936.

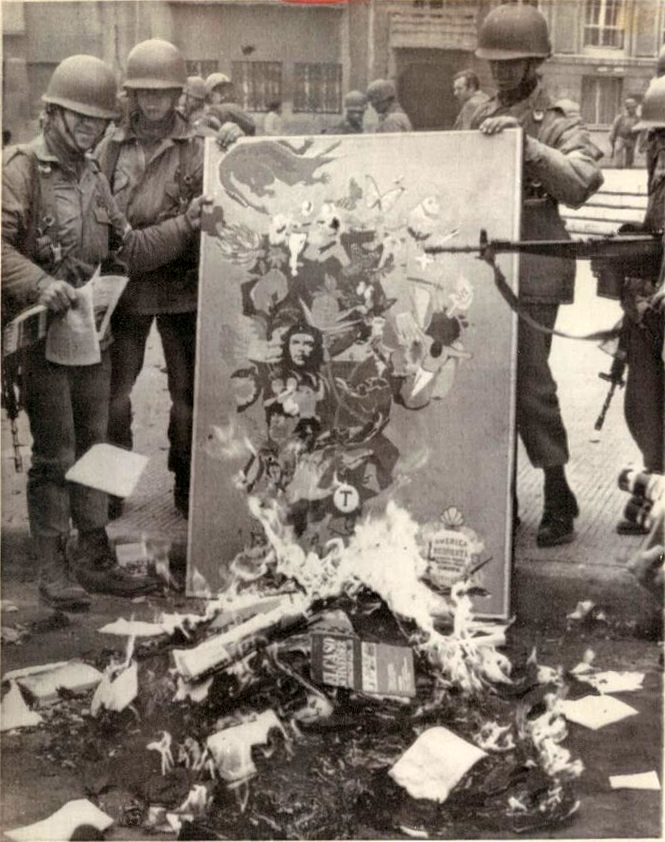
Conscriptos queman libros en Santiago, durante un allanamiento a la Remodelación San Borja el 22 de septiembre de 1973, posterior al golpe de Estado.

En el período que comprende las décadas de los años 1940 y 1950, se produjeron acontecimientos que continuarían con la línea de modernización adoptada por el Alto Mando. Entre ellas encontramos la estructuración del arma de Blindados en 1944, el arma de Telecomunicaciones en 1947, la Escuela de Montaña, la organización de la Defensa Civil de Chile por parte del Estado Mayor General del Ejército, la creación de la Base General Bernardo O'Higgins. También la superioridad militar se encargó de dar una nueva estructura a los servicios del Ejército. Especial importancia adquirió durante este período el servicio de Material de Guerra, producto de la evolución técnica de las armas y por la creación de nuevos elementos de combate que trajeron modificaciones en lo estratégico y en lo táctico.[cita requerida]
A lo largo del siglo hubo injerencias del Ejército en la política, tales como el Complot de las patitas de chancho (1948), Tacnazo en 1969, el Tanquetazo en 1973, hasta culminar con el Golpe de Estado del 11 de septiembre de 1973 del general Augusto Pinochet, dando inicio a la dictadura militar que durante 17 años ininterrumpidos gobernó el país basado principalmente en el apoyo de las fuerzas armadas provocando una profunda división en el país.
Tras la restauración de la democracia, en el Ejército se descubrieron varios casos de corrupción.

### Matanza de la Escuela Santa María de Iquique de 1907
La matanza de la Escuela Santa María de Iquique fue una matanza de trabajadores del salitre cometida en Chile el 21 de diciembre de 1907. Diversas fuentes afirman que fueron asesinadas entre 2200 a 3600 personas mientras que las cifras oficiales del gobierno solo las sitúa en 126. Eran personas de diversas nacionalidades que se encontraban en huelga general y que fueron asesinadas por el Ejército mientras se alojaban en la Escuela Domingo Santa María del puerto de Iquique.
El general Roberto Silva Renard —al mando de las unidades militares bajo instrucciones del ministro del interior Rafael Sotomayor Gaete— ordenó reprimir las protestas. Las tropas acabaron con la vida de los trabajadores junto con sus familias y dieron un trato especialmente duro a los sobrevivientes.

### Dictadura Militar (1973-1990)
La dictadura militar chilena, también denominada Régimen Militar, fue el régimen dictatorial militar establecido en Chile entre el 11 de septiembre de 1973 y el 11 de marzo de 1990, y por extensión se conoce así al período de la historia chilena en que dicha dictadura estuvo vigente.
Este período se inició con el golpe de Estado que derrocó al gobierno democrático del presidente Salvador Allende. Las fuerzas armadas y de orden establecieron una Junta Militar de Gobierno presidida por el comandante en jefe del Ejército, Augusto Pinochet, quien se convertiría en el líder de la dictadura durante toda su extensión. El resto de la Junta estuvo conformada en sus primeros años por José Toribio Merino, Gustavo Leigh y César Mendoza, en representación de la Armada, la Fuerza Aérea y Carabineros respectivamente. Aunque originalmente tuvo un neto carácter militar, con el paso de los años fueron incorporándose colaboradores civiles.

## Planes de modernización
El Ejército de Chile está inserto en un programa de modernización que lo ha llevado a pasar de ser un ejército territorial en el pasado a un ejército móvil y compacto en el presente. Estos cambios se iniciaron con el Plan Alcázar presentado en 1992.
El plan a largo plazo consiste en:
- Creación de unidades flexibles en el norte y en el sur del país que, en el caso de quedar aisladas del centro, puedan responder autónomamente. Creación de una fuerza en el centro altamente movilizable que pudiese concurrir de apoyo al norte o al sur.[13]
- "Racionalizar” la organización para contar con unidades completas y disminuir de esa forma la dependencia de la movilización lo que a su vez disminuye el tiempo de reacción.[14]: 11
- Entre sus objetivos inmediatos se cuenta la profesionalización de todos sus miembros y procura ofrecer a los potenciales soldados una carrera profesional atractiva que haga innecesario el Servicio Militar Obligatorio.
- La incorporación de equipos modernos con estándares de la Organización del Tratado del Atlántico Norte con el objetivo de permitir una mayor interoperabilidad con otros ejércitos amigos, entendiendo a la globalización y la inserción de Chile en el mundo como una tarea en donde el Ejército cumple un rol fundamental y estratégico acompañando las políticas de Estado del país.[14]: 11

Actualmente existe un Plan de Desarrollo Estratégico 'Ejército 2026' que mediante la racionalización y la obtención de nuevas funcionalidades y capacidades debe preparar un ejército acorde con los desafíos del crecimiento futuro del país. Parte de ese plan es el Plan de acción ORCA 2015-2018 que reorganizará algunas unidades.

## Operaciones en el extranjero

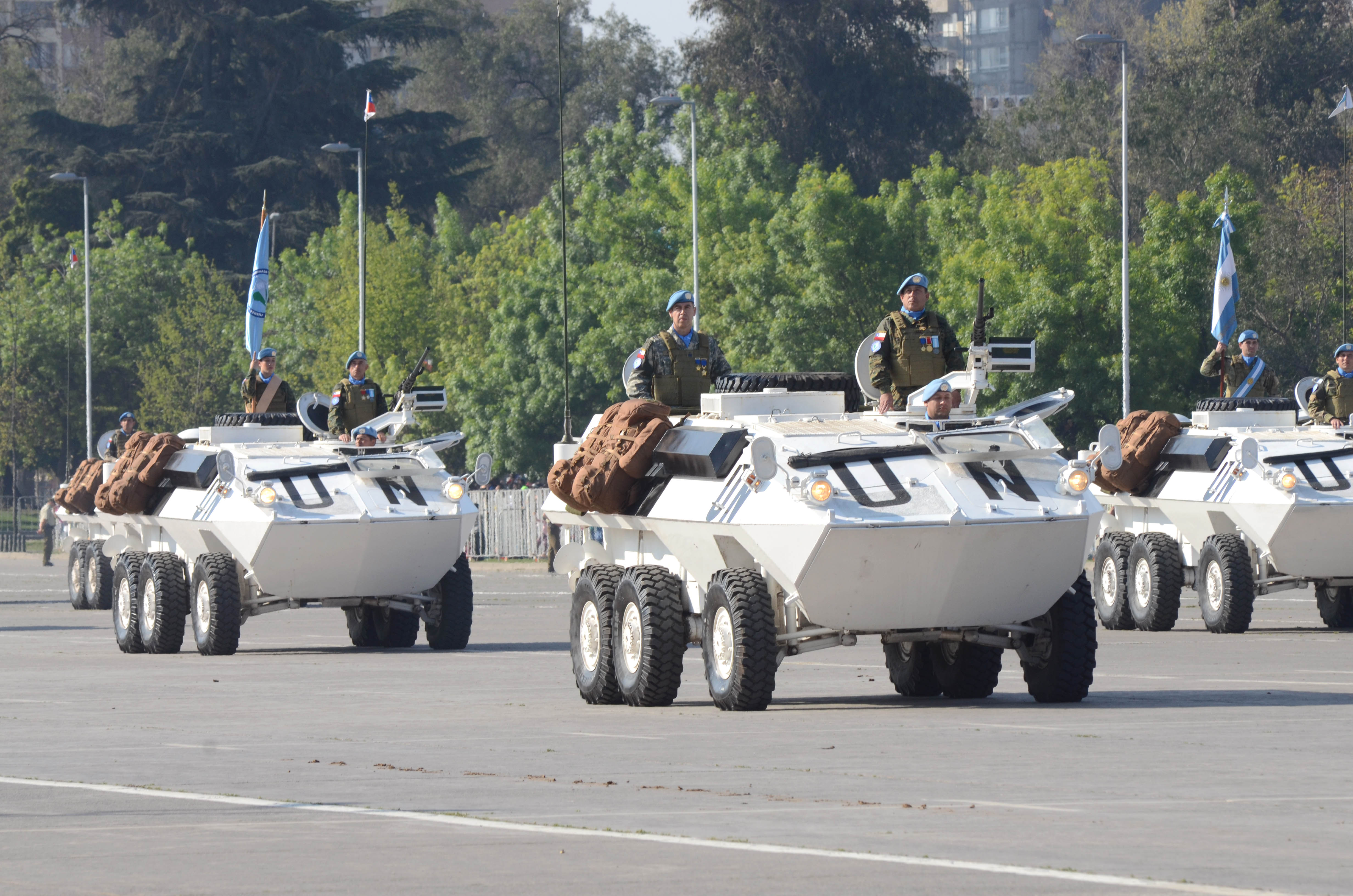
Fuerza de Paz Binacional Cruz del Sur durante la Parada Militar de Chile en 2014.

Una parte importante de la reorganización del Ejército es su orientación hacia misiones de paz internacionales, para prevenir conflictos o, en su ocasión imponer la paz, en acuerdo de las Naciones Unidas. Para ello se trabaja en la formación de una fuerza conjunta con Argentina.

## Organización del Ejército
Para cumplir las labores administrativas, jurídicas y financieras que la ley establece, el comandante en jefe del Ejército es asesorado por secretarías que le sirven directamente.
Para el estudio, planificación y realización de las tareas, el Estado Mayor del Ejército dispone de diez departamentos de especialistas que están abocados a preparar las tareas correspondientes. Uno de estos es el Comando de Operaciones Terrestres que es el encargado de gestionar las unidades militares a lo largo del país.

## Material bélico
Para cumplir su misión disuasiva, el Ejército debe poseer y renovar su material de guerra acorde a las proyecciones de riesgo en que se basa su tarea.: 6  El equipamiento disponible conlleva a veces la necesidad de cambiar la doctrina y la organización de las Fuerzas Armadas. A su vez, condiciones políticas y también presupuestarias, condicionan no solo la compra de material sino también su distribución a lo largo del territorio. Por último, la obsolescencia del material puede ser debido a razones logísticas (cuando el material cumple su ciclo de vida programado, por ejemplo una ración de alimentos con fecha vencida), obsolescencia táctica (el equipo ya no interactúa con el sistema de armas del cual forma parte, por ejemplo vehículos demasiado lentos en un conflicto moderno) y la obsolescencia técnica, (el equipo falla y no es técnica o económicamente rentable recuperarlo, por ejemplo vehículos con motores bencineros).
Se debe procurar que estas tres fechas de descarte sean lo más coincidentes posible y para ello los proyectos de renovación del material se deben trabajar como sistemas de armas integrados.: 7 

## Cuerpo Militar del Trabajo, prevención y ayuda a damnificados

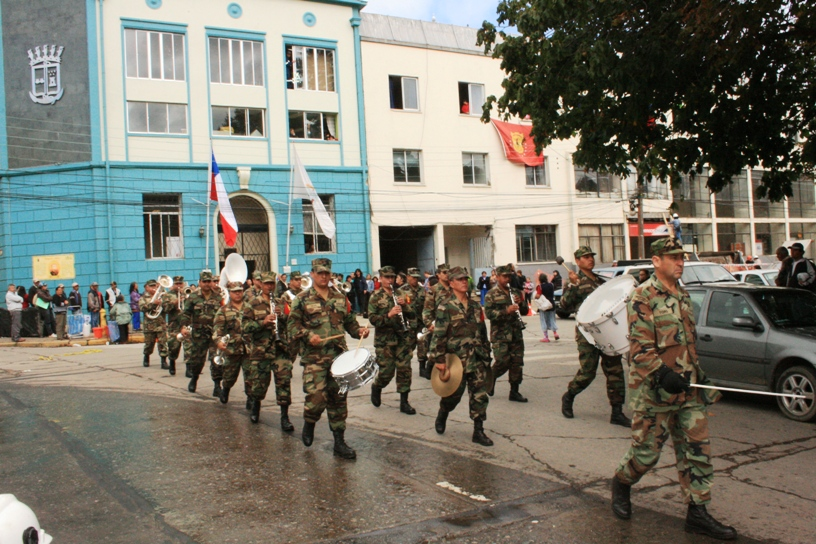
La banda instrumental del Ejército interpreta temas en Talcahuano para aliviar los problemas de la población tras el Terremoto de Chile de 2010.

La capacidad logística y su personal cumplen también una importante misión durante las medidas preventivas y de ayuda durante las catástrofes naturales en Chile. Evacuación preventiva de zonas amenazadas por erupciones volcánicas o inundaciones, mantenimiento del orden en las ciudades golpeadas por terremotos, reemplazo de puentes colapsados, despeje de vías, etc.
Tras el terremoto de febrero de 2010 quedaron a la vista fallas en la coordinación entre los entes estatales.

## Formación y grados jerárquicos

### Oficiales
Los grados de los militares del Ejército chileno guardan similitud con los del Ejército Alemán. El grado de general de ejército corresponde al comandante en jefe del Ejército, y sólo puede ser ocupado por el oficial designado por el presidente de la República. Hasta 1998 existió el grado de capitán general, siendo el grado mayor del Cuerpo de Generales, y fue utilizado por última vez por Augusto Pinochet Ugarte por haber ejercido el gobierno del país.
| Rango             | Generales           | Generales           | Generales          | Oficial superior | Oficial jefe     | Oficial jefe | Oficial subalterno | Oficial subalterno | Oficial subalterno | Oficial subalterno |  |
| ----------------- | ------------------- | ------------------- | ------------------ | ---------------- | ---------------- | ------------ | ------------------ | ------------------ | ------------------ | ------------------ |  |
| Tenida de Salida  |                     |                     |                    |                  |                  |              |                    |                    |                    |                    |  |
| Tenida de Oficina |                     |                     |                    |                  |                  |              |                    |                    |                    |                    |  |
| Tenida Centro Sur |                     |                     |                    |                  |                  |              |                    |                    |                    |                    |  |
| Tenida Norte      |                     |                     |                    |                  |                  |              |                    |                    |                    |                    |  |
| Grado             | General de ejército | General de división | General de brigada | Coronel          | Teniente Coronel | Mayor        | Capitán            | Teniente           | Subteniente        | Alférez            |  |
| Abreviatura       | GDE                 | GDD                 | GDB                | CRL              | TCL              | MAY          | CAP                | TTE                | STE                | ALF                |  |
| Años de Carrera   | [ nota 2 ]          | [ nota 3 ]          | [ nota 4 ]         | 26- 30           | 21-25            | 16-20        | 10-15              | 5 a 9              | 2-4                | 1                  |  |
| Código OTAN       | OF-9                | OF-8                | OF-7               | OF-5             | OF-4             | OF-3         | OF-2               | OF-1               | OF-1               | OF-D               |  |

### Suboficiales y clases
El personal de Cuadro Permanente es formado en la Escuela de Suboficiales del Sargento Segundo Daniel Rebolledo Sepúlveda y sus Oficiales en la Escuela Militar del Libertador Bernardo O'Higgins. Además, existe un amplio contingente de personal civil a cargo de labores administrativas, Justicia Militar e Intendencia.
| Rango             | Suboficial mayor | Suboficial | Suboficial   | Clase        | Clase    | Clase    | Clase |
| ----------------- | ---------------- | ---------- | ------------ | ------------ | -------- | -------- | ----- |
| Tenida de Salida  |                  |            |              |              |          |          |       |
| Tenida de Oficina |                  |            |              |              |          |          |       |
| Tenida Centro Sur |                  |            |              |              |          |          |       |
| Tenida Norte      |                  |            |              |              |          |          |       |
| Grado             | Suboficial mayor | Suboficial | Sargento 1.º | Sargento 2.º | Cabo 1.º | Cabo 2.º | Cabo  |
| Abreviatura       | SOM              | SOF        | SG1          | SG2          | CB1      | CB2      | CBO   |
| Código OTAN       | OR-9             | OR-8       | OR-7         | OR-6         | OR-5     | OR-4     | OR-3  |

### Carrera
| Años de estudio    | Grado suboficial    | Rango suboficial  | Años de estudio     | Grado oficial       | Rango oficial      |
| ------------------ | ------------------- | ----------------- | ------------------- | ------------------- | ------------------ |
| 1.º año            | Soldado dragoneante | Alumno            | 1.º - 2.º - 3.º año | Cadete              | Cadete             |
| 2.º año            | Cabo dragoneante    | Alumno            | 4.º año             | Subalférez          | Cadete             |
| Años de suboficial | Grado suboficial    | Rango suboficial  | Años de oficial     | Grado oficial       | Rango oficial      |
| 1.º - 5.º año      | Soldado             | Tropa Profesional |                     |                     |                    |
| 1.º - 3.º año      | Cabo                | Clase             | 1.º año             | Alférez             | Subalterno         |
| 4.º - 9.º año      | Cabo 2.º            | Clase             | 2.º - 5.º año       | Subteniente         | Subalterno         |
| 10.º - 15.º año    | Cabo 1.º            | Clase             | 6.º - 9.º año       | Teniente            | Subalterno         |
| 16.º - 20.º año    | Sargento 2.º        | Clase             | 10.º - 15.º año     | Capitán             | Subalterno         |
| 21.º - 25.º año    | Sargento 1.º        | Suboficial        | 16.º - 20.º año     | Mayor               | Jefe               |
| 26.º - 30.º año    | Suboficial          | Suboficial        | 21.º - 25.º año     | Teniente coronel    | Jefe               |
| 30.º - 35.º año    | Suboficial mayor    | Suboficial mayor  | 26.º - 30.º año     | Coronel             | Superior           |
|                    |                     |                   | 31.º - 32.º año     | General de brigada  | General            |
|                    |                     |                   |                     | General de división | General            |
|                    |                     |                   |                     | General de ejército | Comandante en jefe |

## Premios y reconocimientos
- Distinción Personas y Desarrollo conferida en el marco del Congreso Percade 2010